# Lemyrea
Lemyrea là một chi thực vật có hoa trong họ Thiến thảo (Rubiaceae).

## Loài
Chi Lemyrea gồm các loài: